# Мугел
Мугел (греч. Μουαγερην, Μουγελ; Mugel или Muageris) — правитель (филарх) гуннов-кутригуров в первой трети VI века. Брат филарха (вождя) Грода.
Сменил своего брата Грода (или Гродаса), гуннского правителя в Патрии Оногурия. Грод обратился в христианство во время визита в Константинополь и утвердился в качестве византийского марионеточного правителя, но когда он начал переплавлять идолов для серебра и электрума, из которых они были сделаны, он был убит и заменен Мугелем.
Византийская военная экспедиция изгнала гуннов из города Босфора, и после правления всего 2 года, с 528 по 530 год н.э., на смену Мугелю пришла гражданская война между Сандилчем и Хиниалоном.

## Биография
Согласно трудам византийских авторов Иоанна Малалы и Феофана Исповедника, гунны-утигуры в Крыму жили в районе Меотийского озера (землях на берегах Азовского моря и Кубани) в течение первой половины VI века. После того как Грод принял сам и попытался навязать своим подданным христианство, Мугель возглавил восстание против него. Грод был убит, и Мугел занял его место.  Вскоре Боспор был завоеван Византией, и роль гуннов-утигуров в регионе сошла на нет.